# Castillo de San Marcos (Sanlúcar de Guadiana)
El castillo de San Marcos es una fortificación del municipio español de Sanlúcar de Guadiana, en la provincia de Huelva.

## Descripción
El castillo se encuentra dentro del término municipal andaluz de Sanlúcar de Guadiana, en la provincia de Huelva. Su situación, sobre una colina al este de la población, ofrece excelentes vistas del Guadiana y del municipio, así como de Alcoutín, al otro lado de la frontera.

## Historia
Este punto ya tuvo ocupación medieval islámica y cristiana, pues era un enclave estratégico para el control del tráfico del río Guadiana y el territorio portugués que se situaba al otro lado de la orilla, en la que se sitúa Alcoutín. Sobre un recinto medieval, que al final del siglo XV ya estaba en muy mal estado, a mediados del siglo XVI se ejecutaron unas obras de refortificación consistentes en la construcción de unas torres-cubo (cilíndricas), algunas de ellas forrando las cuadrangulares medievales, eliminando otras, cambiando de posición la entrada al castillo y ejecutando algunas mejoras en el interior, como el antiguo aljibe, casa del gobernador, rampas para la disposición de artillería y, probablemente, se situara el polvorín sobre el antiguo aljibe,aprovechando éste como almacén de pertrechos. Este era su estado hasta 1666, cuando fue tomado por tropas portuguesas al final de la Guerra de Restauraçâo (1640-1668). La ocupación supuso la construcción de unas obras exteriores consistentes en adosar un baluarte a la torre-cubo noreste (afectada durante el asedio), unas medias lunas que protegieran la entrada norte y emplazaran una batería en el lado oeste, respectivamente. Hay que esperar a principios del siglo XVIII a que, con motivo de la guerra de sucesión española (1701-1714) se construyeran unos cuarteles y nuevo aljibe. Posteriormente sólo se realizarían labores de mantenimiento, entre las que destacan la remodelación de la batería del lado oeste, la ejecución de la cortina sur, ambas obras en la cuarta década del siglo XVIII. El ingeniero militar Antonio de Gaver realizó un anteproyecto de nueva fortificación aprovechando las trazas existentes, pero no se llegó a realizar. 
Tras las Guerras Peninsulares de principios del siglo XIX, durante las que San Marcos sirvió de apoyo a las tropas, cuartel de caballería y hospital, el fuerte cayó en desuso, siendo finalmente cedido por el Ministerio de la Guerra al Ayuntamiento de Sanlúcar de Guadiana en 1866 (más información). En siglo XX fue utilizado como cuartel de la Guardia Civil hasta que a finales de la década de 1950 fue definitivamente abandonado. En 2011 el Ministerio de Cultura de España y la Junta de Andalucía proyectaron su restauración con 2.7 millones de euros, para lo que previamente se realizaron en él prospecciones arqueológicas. Las obras de restauración consolidaron todas las estructuras defensivas, recuperaron el foso y el glacis, integraron los elementos arqueológicos más interesantes e instalaron un Centro de Interpretación de las fortificaciones de la raya con Portugal en el interior del Cuartel de Tropa de principios del XVIII.
La fortificación habría quedado protegida de forma genérica el 22 de abril de 1949, mediante un decreto publicado el 5 de mayo de ese mismo año en el Boletín Oficial del Estado con la rúbrica del dictador Francisco Franco y del ministro de Educación Nacional José Ibáñez Martín, que sostenía que «Todos los castillos de España, cualquiera que sea su estado de ruina, quedan bajo la protección del Estado». En la actualidad contaría con el estatus de Bien de Interés Cultural.